# 捷克斯洛伐克科學院社會意識與科學無神論研究所
捷克斯洛伐克科學院社會意識與科學無神論研究所（捷克語：Ústav pro výzkum společenského vědomí a vědeckého ateismu Československé akademie věd）於1983年7月1日成立，由捷克斯洛伐克科學院科學無神論部與心理學實驗室合併而成，成為捷克斯洛伐克科學院在科學無神論與哲學、社會學及心理學領域中研究社會與個體意識的科學中心。1990年，該研究所更名為社會意識研究部門。
研究所的所長為伊萬·霍多夫斯基。